# Museu Cerdà
El Museu Cerdà és un museu que es troba al carrer Higini de Rivera, 4, de Puigcerdà. Està ubicat a l'edifici de l'antic convent de les Carmelites descalces o de clausura, reformades de Santa Teresa de Jesús, que fou aixecat entre els anys 1885 i 1897. És gestionat per un patronat que depèn de l'Ajuntament de Puigcerdà. L'objectiu del centre és presentar un plantejament comarcal d'una Cerdanya unitària, dedicant el seu espai tant al medi natural, com a la història i l'etnologia de la regió. També es destaca el caràcter fronterer de la regió.

## Edifici
Les obres del convent es van dur a terme entre el 1880 i el 1885 mercès a Francisca Gambús del nucli d'Age (Puigcerdà) que va sufragar el projecte. Una de les primeres monges va ser, precisament, la seva filla Bonaventura dels Dolors Morer. El 1890 s'inicià l'edifici de l'església i l'any 1919 s'amplia amb la compra de l'hort de baix. El 4 de desembre de 1897 el convent es consagra al Sagrat Cor. No va ser un convent amb un gran nombre de monges. De les cinc inicials es va arribar fins a vint en moments de màxima ocupació. Alguns dels càrrecs existents foren el de presidenta, sotspriora, mestra de novícies, sagristana i responsable de la infermeria i del torn.
La gent de Puigcerdà tenia contacte amb elles a través del "torn" on els portaven peces per cosir. El 1982, una comunitat aleshores molt reduïda, va abandonar el convent.

## Història
Durant els anys 30 del segle xx van sorgir les primeres idees de formar un museu comarcal amb seu a Puigcerdà. Dècades més tard, als anys 70, aquesta idea va ser recollida de nou pel Grup de Recerques Ceretanes, que esdevindria posteriorment l'Institut d'Estudis Ceretans. Durant els anys 80 es van presentar diversos projectes tant arquitectònics com museològics. La seu escollida fou l'antic convent de les Carmelites de Clausura o del Sagrat Cor, adquirit per l'Ajuntament durant els anys 80 del segle xx. Des de la seva constitució, a principis dels anys noranta, i fins al moment del seu decés, el desembre de 2017, el seu director va ser Oriol Mercadal Fernàndez.

## Col·lecció
Com la majoria dels museus municipals o comarcals de Catalunya, el fons del museu és força divers: 
- Fons de medi natural: Destaca una col·lecció de fòssils vegetals i restes d'Equus de Sanavastre, els animals naturalitzats (mamífers i ocells) i les col·leccions de minerals i fòssils.

- Fons d'arqueologia i història: El fons –de caràcter ceràmic, lític, ossi i metàl·lic– se situa, cronològicament, entre el Paleolític i l'edat moderna i destaquen objectes relacionats amb el campament paleolític de Montlleó (Prats i Sansor), també objectes provinents de les coves d'Olopte, l'hàbitat prehistòric de Dorres, el jaciment romà de Prats i el call jueu de Puigcerdà, així com la col·lecció numismàtica –entre altres, la col·lecció de Maties Delcor i monedes encunyades a la Vila en els segles xvi i xvii.

- Fons etnològic: Conserva diversos guarniments de cavall, estris agrícoles, eines d'oficis (escloper, ferrer, sabater, pastor...), mitjans de transport de persones i mercaderies, ceràmica popular, objectes domèstics, i diversos presents o recordatoris fets al municipi per part de grups, associacions o entitats diversos.

- Fons d'art: S'ha anat creant amb donacions de peces relacionades amb exposicions artístiques a la vila i les guanyadores del concurs de pintura ràpida que organitza el Taller d'Arts Municipal. Destaquen les obres del pintor local del s. XIX, Pere Borrell.[7]